# Nevzat Haznedari
Nevzat Ahmet Haznedari (ur. 25 grudnia 1915 w Korczy, zm. 1984 w Tiranie) –  funkcjonariusz Sigurimi, prokurator i oficer śledczy w stopniu generała, zbrodniarz komunistyczny.

## Życiorys
Był synem urzędnika państwowego Ahmeta Haznedariego i Mynire. W latach 1927–1931 uczył się we francuskojęzycznym liceum w Korczy, a następnie w latach 1935–1938 w szkole pedagogicznej w Elbasanie. W latach 1938–1943 pracował jako nauczyciel we wsi Dostenan k. Leskoviku. Prawdopodobnie był członkiem Albańskiej Partii Faszystowskiej. W marcu 1943 porzucił pracę w szkole i związał się z komunistycznym ruchem oporu. Był ranny w bitwie z Niemcami w okolicach Leskovika. Pod koniec wojny uzyskał awans na kapitana. Od 1945 związany z wojskowym wymiarem sprawiedliwości. W roku 1945 objął stanowisko prokuratora wojskowego, od 1946 członek Najwyższego Sądu Wojskowego. Brał czynny udział w śledztwach przeciwko politykom antykomunistycznym, uczestniczył także osobiście w ich torturowaniu i w egzekucjach.
W latach 1951–1952 odbył szkolenie w ZSRR. Po powrocie do kraju w 1952 objął kierownictwo wydziału śledczego Dyrekcji Bezpieczeństwa Państwa (Sigurimi), a następnie przez dwa lata pełnił funkcję wicedyrektora Sigurimi. W lipcu 1961 uzyskał awans na stopień generała majora. W 1967 objął stanowisko przewodniczącego wydziału spraw wewnętrznych w Elbasanie. W 1974 powrócił do pracy w wydziale śledczym Ministerstwa Spraw Wewnętrznych. W latach 1977–1979 kierował Wydziałem Specjalnym w ministerstwie, który zajmował się zwalczaniem elementów antypartyjnych.
Był jednym z najbardziej aktywnych śledczych okresu komunizmu, biorąc osobisty udział w zatrzymaniach osób, którym zarzucano działalność antypaństwową. Uczestniczył w 270 procesach, w tym w najważniejszych procesach politycznych w Albanii, występując w nich jako prokurator wojskowy i śledczy. W 1979 przeszedł w stan spoczynku. Zmarł w 1984 w Tiranie.
Był żonaty (żona Hiqmete z d. Kacidhja), miał troje dzieci (dwie córki i syna).